# ベータ値 (プラズマ物理)
ベータ値（ベータち）は、プラズマの圧力の磁気圧に対する比である。太陽や地球の磁場、また核融合において用いられる用語である。
核融合の分野では、プラズマは巨大な超電導電磁石によって閉じ込められている。プラズマの温度は圧力と対応するものであり、核融合炉内ではプラズマは高圧になる。電磁石のコストはおよそβ½に比例し，核融合炉の経済性を表す指標となる。経済性を満たす炉を作るためには少なくとも5 %のベータ値が必要となる。

## 背景

### 核融合の原理
核融合は核力が2つの原子核をくっつけるようになるほど近づくと起こる。